# Namoussart
Namoussart (en wallon Namoussé) est un village de Belgique situé en Région wallonne dans la province de Luxembourg.
Il fait partie de l'ancienne commune d'Hamipré qui est aujourd'hui une section de la Ville de Neufchâteau.

## Activités et loisirs
Le village comprend une école (avec deux sections, primaire et maternelle), un terrain de football, deux de pétanque, une aire de jeux ainsi qu'une salle de réception.
La fête de Namoussart se déroule le premier week-end après le 15 août.